# Death (gruppo musicale proto-punk)
I Death sono una band proto-punk formata a Detroit nel 1971 dai fratelli Bobby, David e Dannis Hackney. Originariamente una band Funk, si spostò verso sonorità rock dopo aver visto un concerto dei The Who. Un'altra loro ispirazione fu Alice Cooper. Il critico musicale Peter Margasak scrisse che David "portò il gruppo in una direzione hard-rock che pesagì il punk rock, e anche se non li aiutò a garantire loro successo a metà degli anni 70, ciò oggi li fa sembrare visionari." La band si sciolse nel 1977, ma si riformò nel 2009 quando la Drag City pubblicò i loro vecchi demo per la prima volta.

## Storia
Nel 1964, i tre fratelli assistettero alla prima apparizione dei The Beatles al The Ed Sullivan Show. Il giorno seguente, David iniziò a suonare una chitarra che trovò abbandonata in una strada. I suoi fratelli si unirono poco tempo dopo. Il retro dell'album For the Whole World to See indica che i fratelli iniziarono a registrare dei demo e ad organizzare tour nel loro garage. Originariamente nata come Rock Fire Funk Express, la band venne chiamata Death da David tempo dopo.
(Bobby Hackney, sul significato del nome)
Nel 1975, la band, con l'aiuto dell'ingegnere Jim Vitti, registrò sette canzoni all'United Sound Studios. Secondo la famiglia Hackney, il presidente della Columbia Records Clive Davis pagò le sessions, ma implorò la band di cambiare il nome e di trovarne uno più opportuno. I fratelli si rifiutarono, pertanto Davis smise di pagare per loro. Il disco venne mandato in commercio ancora incompleto. L'anno successivo uscì il singolo "Politicians in My Eyes" in 500 copie.
I fratelli Hackney sciolsero la band nel 1977. Si spostarono poi a Burlington e pubblicarono due album Gospel con il nome The 4th Movement negli anni 80. David tornò a Detroit nel 1982 e morì di cancro ai polmoni nel 2000. Bobby e Dannis abitano ancora nel Vermont e sono i leader della band Reggae Lambsbread.
Nel 2008, i figli di Bobby Hackney (Julian, Urian e Bobby Jr.) fondarono la band Rough Francis reinterpretando le canzoni dei Death dopo aver scoperto i loro dischi online. Nel 2009, la Drag City Records pubblicò tutte le 7 canzoni dei Death provenienti dalle sessions del 1975 nel disco ...For the Whole World to See. Nel settembre 2009, i Death si riformarono con i membri originali Bobby e Dannis Hackney e il chitarrista dei Lambsbread Bobbie Duncan. Nel 2010, la canzone "Freakin' Out" fu usata in un episodio del programma How I Met Your Mother). In una performance del 2010 al Boomslang Festival a Lexington, venne annunciato che sarebbe uscito un altro album di demo precedente al 1975. L'album Spiritual • Mental • Physical uscì nel gennaio 2011. Nel 2012 venne girato un documentario della band di nome A Band Called Death, diretto da Jeff Howlett e Mark Corvino.
Nel 2014 uscì III, e l'anno successivo l'album N.E.W. .

## Discografia

### Album in studio
- 2009 – ...For the Whole World to See (Drag City)
- 2011 – Spiritual • Mental • Physical (Drag City)
- 2014 – III (Drag City)

### Raccolte
- 2015 - N.E.W. (TryAngle Records)

## Filmografia
- A Band Called Death DVD/Blu-ray (2013, Drafthouse Films)